# Tununa Mercado

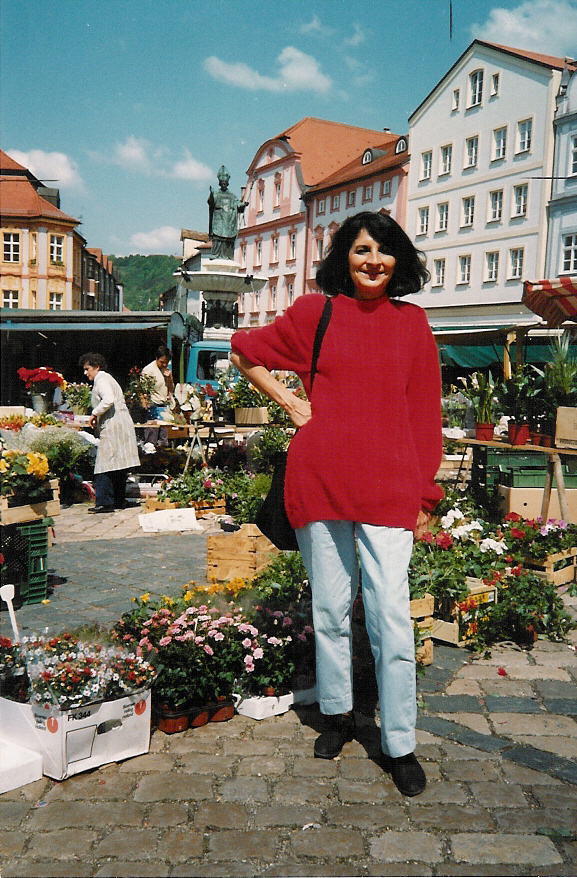
Tununa Mercado, Mai 1993, auf einem Schriftstellerkongress an der Katholischen Universität Eichstätt in Bayern

Tununa Mercado (* 25. Dezember 1939 in Córdoba, Argentinien) ist eine argentinische Schriftstellerin und Journalistin.

## Leben
Tununa Mercado wurde als Tochter eines Anwalts („el Negro Mercado“) und einer Gerichtsschreiberin im argentinischen Córdoba geboren. Offiziell als Nilda Mercado registriert, wurde sie spätestens seit 1941 von ihren Angehörigen „Tununa“ gerufen, und mit diesem Namen hat die angehende Autorin auch ihre ersten Zeitungsartikel unterschrieben. In ihrer Familie wurden Literatur, Malerei und Bildung im Allgemeinen hoch gehalten; ihr Vater war ein gefragter Redner, aus dessen veröffentlichten Ansprachen seine Töchter wichtige Anregungen für ihre Schulaufsätze erhielten.
Von 1958 bis 1964 studierte Mercado an der Universidad Nacional de Córdoba „Filosofía y Letras“ (Geistes- und Literaturwissenschaften), unter anderem bei Noé Jitrik, den sie 1961 ehelichte und von dem sie zwei Kinder bekam, Oliverio (geboren 1962) und Magdalena Jitrik (geboren 1966). Obwohl ihr nur noch zwei Prüfungen für den Universitätsabschluss fehlten, gab sie im Zuge der Übersiedlung nach Buenos Aires 1964 ihr Studium auf; auch später holte sie ihn nicht nach, denn mit dem Militärputsch von 1966 unter Juan Carlos Onganía ging sie zusammen mit Mann und Kindern ins Exil nach Besançon (Frankreich), wo sie Kurse über lateinamerikanische Geschichte und Landeskunde abhielt. So erlebte sie auch den Mai 68 vor Ort und fuhr nahezu täglich nach Paris, um den Geschehnissen näher zu sein.
1970 kehrte Tununa Mercado zusammen mit ihrer Familie nach Argentinien zurück, wo sie sich in Buenos Aires niederließ und als Journalistin bei der Tageszeitung La Opinión arbeitete, die als Sammelbecken fortschrittlicher Intellektueller galt, in einer Zeit, die von zahlreichen Streiks und Demonstrationen geprägt war. Nach dem Putsch in Chile 1973, als Pinochet an die Macht gelangte, engagierte sich Mercado zusammen mit ihrem Mann für die Solidaritätsarbeit mit Chile. Im September 1974 erhielt Noé Jitrik eine sechsmonatige Gastprofessur in Mexiko, seine Frau sollte einige Zeit später mit den Kindern nachkommen, musste aber auf Grund anonymer Drohungen der Triple A (Argentinische Antikommunistische Allianz) überstürzt das Land verlassen; aus der geplanten Urlaubsreise wurde ein langjähriges Exil in Mexiko.
1975 war Tununa mit beteiligt an der Gründung einer Solidaritätsorganisation für argentinische Exilierte in Mexiko; dort organisierte sie auch einen Kinozirkel mit, der zum kulturellen Treffpunkt der Exilszene wurde, und einen Lektürezirkel, der sich mit Hegels Phänomenologie des Geistes befasste. In Mexiko arbeitete sie zunächst als „Free-lancer“ in diversen Medien, unter anderem in Femme, einer der ersten feministischen Zeitschriften, und in der Presseabteilung der Dirección de Artes Plásticas des Instituto Nacional de Bellas Artes (INBA). Schließlich übernahm sie die Redaktion der Rubrik „Los otros continentes“ (Die anderen Kontinente) einer mexikanischen Wochenschrift.
1987 (also einige Jahre nach dem Ende der Militärdiktatur in Argentinien 1983) kehrte sie nach Buenos Aires zurück, wo ein Jahr später ihr im Exil verfasstes Werk Canon de alcoba bei Ada Korn verlegt wurde. 1990 erschien im selben Verlag der Band En estado de memoria, ein gattungsmäßig schwer einzustufender Text, der in loser Form Erfahrungen aus Exil und Rückkehr („desexilio“) Revue passieren lässt. 1994 wurde La letra de lo mínimo im Verlag Beatriz Viterbo (Rosario) veröffentlicht, 1996 La madriguera bei Editorial Tusquets, Buenos Aires. Eine zweite Auflage von En estado de memoria erfolgte 1998 bei Alción Editora, Córdoba, und 2005 erschien bei Planeta in Buenos Aires Yo nunca te prometí la eternidad, ein Werk, das zwischen Roman, Biographie und Zeitgeschichte anzusiedeln ist und von einem spanisch-französischen Exilierten handelt.

## Preise
- 1967 Anerkennungspreis (Mención de honor) der Casa de las Américas (Kuba) für Celebrar a la mujer como a una pascua.
- 1988 Premio Boris Vian für Canon de alcoba als bestes Buch des Jahres in Buenos Aires.
- 1998 Guggenheim-Stipendium.
- 2004 Premio Konex „Diploma al Mérito“ in der Gattung Erzählung für die Jahre 1999–2003.
- 2007 Premio Sor Juana Inés de la Cruz (Mexiko) für Yo nunca te prometí la eternidad.

## Werke
Die Texte von Tununa Mercado zeichnen sich einerseits durch eine feine erotische Note aus (Canon de alcoba), andererseits durch einen ausgesprochenen Hang zum Einschub von nicht-fiktionalen Elementen in die Erzähltexte, so dass sie gattungsmäßig oft nur schwer zugeordnet werden können und auch eine durchaus anspruchsvolle Lektüre darstellen. Ein immer wiederkehrendes Motiv ist das des Exils, der Heimatlosigkeit, der Verwundbarkeit des Individuums.

### Romane
- En estado de memoria, Buenos Aires: Ada Korn Editora, 1990 (Zweitauflage Córdoba: Alción Editora, 1998).
- Yo nunca te prometí la eternidad, Buenos Aires: Planeta, 2005.

### Erzählungen
- Celebrar a la mujer como a una pascua, Buenos Aires: Editorial Jorge Álvarez, 1967.
- Canon de alcoba, Buenos Aires: Ada Korn Editora, 1988.

### Essays
- La letra de lo mínimo, Rosario (Arg.): Beatriz Viterbo, 1994.
- Narrar después (El Escribiente), Rosario (Arg.): Beatriz Viterbo, 2003.

## Übersetzungen

### Deutsch
- „Kriegerische Liebe“, übersetzt von Eva Schikorski, in: Fallen die Perlen vom Mond? Lateinamerikanische Liebesgeschichten. Hrsg. von Mempo Giardinelli und Wolfgang Eitel. München/Zürich: Piper, 1991.
- „Die Macht des Schauens“, übersetzt von Gotthardt Schön, in: Erkundungen. 21 Erzähler vom Río de la Plata. Berlin: Volk & Welt, 1993.

### Englisch
- In a State of Memory. Jean Franco (Introduction), Peter Kahn (Translator). University of Nebraska Press (April 2001). ISBN 978-0-8032-8269-8
- Canon De Alcoba: 24 (Paperback), Monica Bar Cendon (Translator). ISBN 978-84-8302-497-3

### Französisch
- Mémoire argentine. Traduction de l’espagnol (Argentine) par Nicolas Goyer revue par Jacques Leenhardt. Paris: Éditions Sabine Wespieser, mars 2004.